# Теорема Данжуа
Теорема Данжуа — теорема теории динамических систем, утверждающая, что {\displaystyle C^{2}}-гладкий диффеоморфизм окружности с иррациональным числом вращения сопряжён соответствующему повороту. Требование {\displaystyle C^{2}}-гладкости на диффеоморфизм может быть ослаблено до {\displaystyle C^{1+vb}}-гладкости: достаточно потребовать, чтобы логарифм его производной был бы функцией ограниченной вариации. 
Наличие примера Данжуа с канторовым минимальным множеством и, тем самым, с отсутствием сопряжённости, который может быть построен в классе гладкости {\displaystyle C^{1+\alpha }} при любом {\displaystyle \alpha <1}, показывает, что предположение о гладкости в теореме Данжуа не может быть существенно уменьшено.